# 민원식
민원식(閔元植, 1886년 7월 12일 ~ 1921년 2월 17일)은 대한제국의 관료, 계몽운동가이자, 일제강점기의 관료, 언론인, 사상가, 친일반민족행위자이다. 조선총독부 예하 경기도 이천군 군수 등을 지냈다. 1921년 2월 17일 양근환에 의해 살해되었다.

## 주요 이력
일제강점기 초기에 조선인의 참정권, 자치권을 주장하였다. 그는 1907년 당시 일본 궁내성에 시찰 갔다가 일본인에 의해 유인, 인종박람회에 끌려간 조선인 남녀를 보고 안타깝게 여겨, 몸값을 지불하고 데려왔다. 호는 정암(正菴), 난곡(蘭谷), 한동(韓東), 양하(養何)이고, 본관은 여흥(麗興)이다. 경기도 양평 출신이다.
어려서 청나라, 일본으로 건너갔다 귀국, 1905년(광무 8년) 경무청 총순을 지내기도 했다. 1906년 귀국, 이토 히로부미(伊藤博文)의 후견으로 내무부 위생국 위생과장, 통정대부 등을 역임했다. 1907년(광무 10년) 내무부 위생과장으로 있을 때 《위생신문》을 발행하기도 했다. 그 뒤 내무부 위생국장 겸 광제원장을 거쳐 황실 회계심사위원회 위원을 역임했다. 1908년(융희 2년) 친일 인사 이지용 등과 함께 대한실업협회를 조직했고, 1910년 1월 1일에는 《시사신문 (時事新聞)》을 발행하여 사장에 취임하였다. 한일 합방 이후에는 중추원 부찬의를 역임했다. 한일 합방 조약 직후부터 그는 이규완 등과 함께 조선인의 참정권을 허용해줄 것을 여러번 조선총독부와 일본 제국 정부에 건의하였지만 번번히 거절당했다. 1919년에는 3.1 만세 운동을 비판하고, 민족자결주의를 오해한 것이라 주장하였다.
1920년 조선총독부에서 3.1 만세 운동을 계기로 문화 정치로 정책을 바꿔 민간신문 발행이 허용되자 신일본주의를 표방하며 조선인 참정권을 적극적으로 주장하였다. 그해 국민협회(國民協會)를 조직하였고, 같은 해 4월 1일에는 《시사신문》을 복간하였다. 1921년 2월 16일 일본 도쿄(東京) 데이고쿠 호텔(帝國 Hotel)에서 목수로 위장하고 찾아온 민족주의자 양근환(梁槿煥)의 칼에 복부, 이마를 찔려 병원으로 후송되었으나 과다출혈로 사망했다. 3.1 운동 이후에 나타난 민원식 등의 참정권운동은 그의 피살로 일단락되었다. 엄준원의 사위이며 고종의 계비 순헌황귀비의 조카 사위이고, 엄주명의 매형이었다.

## 생애

### 초기 활동

#### 출생과 초기 활동

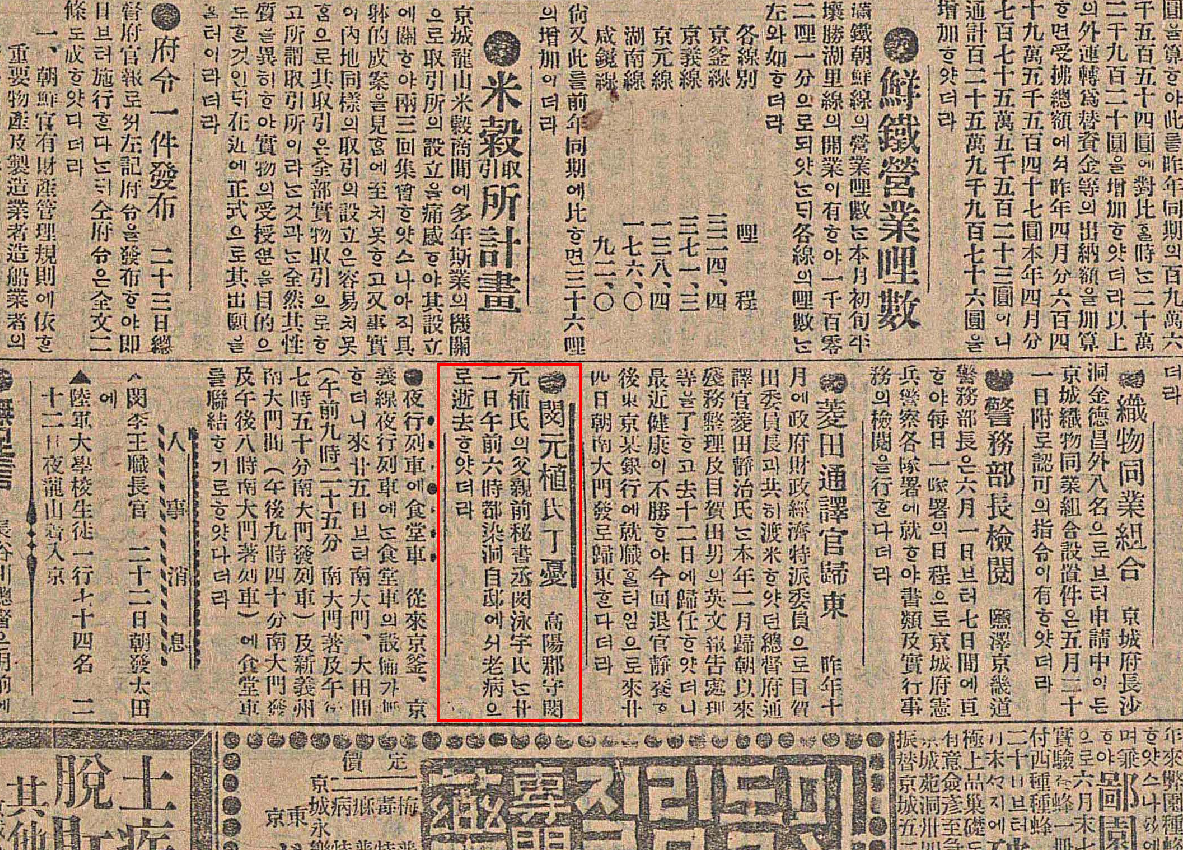
1918년 5월 23일, 고양군수 재직 당시 고양군수 민원식 부친상 기사
(매일신보 1918년 5월 23일자)

민원식은 경기도 양평 출신이며, 민영준과 전주이씨의 차남으로 태어났다. 생일은 7월 12일이며 그의 정확한 출생년대는 전하지 않아 1886년생 설, 1887년생 설, 1885년생 설 등이 있다. 나중에 평안북도 선천으로 본적지를 옮겼으며, 일설에는 선천이 그의 고향이라는 설도 있다. 그는 고려 인종 때의 문신 문경공 민영모(閔令謨)의 후손이었다. 그러나 한때 그의 집안이 '비천한 가문이었다'는 설이 돌기도 했다. 한때 그가 고아로 알려졌지만 그의 생부 민영준(閔泳駿) 이나, 양아버지 민영억(閔泳億, 민영우로 개명)은 1910년대 무렵까지도 생존해 있었다. 그의 생가는 민영모의 손자인 민적균의 후손으로, 생부 민영준은 민적균의 22대손이며, 고려 말 공조전서를 지낸 민세영의 16대손이었다. 양아버지 민영우는 민영모의 다른 손자인 한림학사 민인균의 후손으로, 인현왕후의 친정아버지 민유중의 7대손이자 민진원의 6대손, 민형수의 4대손이었으며, 입양된 양아버지 쪽으로는 민정중, 민시중, 민진후, 민진장 등이 각각 종7대조와 종6대조가 된다. 친형제로는 민윤식이 있었다. 생부 민영준은 사헌부감찰, 선전관을 역임했다. 양아버지 민영억은 비서원승을 지냈고, 양조부 민동호는 노성현감을 역임했다.
대한매일신보 1908년 1월 31일자 2면에는 민원식이 일시적으로 수감되자 부인 엄씨와 아버지 민영억이 면회했다는 기사가 실려 있다. 또 1918년의 매일신보 기사에는 그의 양부 민영우의 부고 기사가 나타난다. 생부 민영준은 당대의 권세가로 후일 민영익으로 이름을 개명하는 민영준과 동명이인이었다. 명성황후와는 먼 일가간이었다.
그의 유년기에 대해서는 알려진 바 없다. 매일신문 등에 밝힌 그의 이력에 의하면 그는 '동학 농민 운동 때 가족을 잃고 어려서 홀아버지 민영억의 슬하에서 성장하였다. 이후 떠돌이 생활을 하다 청국 상인에게 이끌려 청나라 보정(保定)으로 갔다가 경성에서 민원식은 청나라 상인 왕춘원(王春元)을 알게 되고 마침내 그를 따라 선양(瀋陽)에까지 가게 되지만 그곳에 도착한 지 1년 만에 왕춘원이 병사하였다. 그리고 11세에 귀국했다'는 것이다. 그러나 일찍 고아가 됐다는 그의 주장과는 달리 1908년과 1910년의 뉴스 기사에 그의 아버지가 등장하고, 1918년에는 그의 아버지 민영우의 부고 기사가 나타난다.
그는 아세아시론 제4권 제1호(1920년 1월호)에 자신의 일대기를 서술한 "自序"를 게재하였다.

#### 청소년기
1894년에 중국 보정부(保定府) 로 건너간 후, 1897년 조선에 돌아왔다. 1897년(건양 1년) 그는 서당에서 한학을 배우며 동몽선습, 명심보감을 속독했다. 그러나 그는 중국의 지식이 실생활에 도움되는 것이 무엇이냐며 얼마 못가 서당을 그만두었다. 이후 그는 각지를 유랑하며 날품팔이와 행상으로 생계를 이어가며 거주지가 정확하지 않았던 생활을 했다. 1898년(광무 1년) 이후 전라남·북도를 제외한 11도를 떠돌다가 1899년부터 일본으로 흘러들어가 일본인들과 사귀었고 일본어를 익혔다. 한때는 일본 후쿠오카시에서 동아어학교 교사로 재직하기도 했다. 그는 조선어와 만주어, 한문 과목을 맡았다. 그는 동아어학교 교사 재직 시 이토 히로부미, 이노우에 카오루 등 지체높은 가문에 출입하고 있었다. 이를 두고 '당시 20세가 채 되지않았던 청년 민원식이 정계 요인과 어느 정도의 관계를 갖고 있었는지 의문이지만, 일본의 강력한 영향력 아래에 있던 조선에 돌아 왔을 때, 이러한 오랜 일본 체류 경험이 유리하게 작용했던 것은 사실일 것'이라 보는 시각도 있다. 일본 체류 중 그에게 관립한성외국어학교의 일본어 교사와 중국어 교사직이 추천되었지만 그는 답장을 거부하거나, 자신의 부족함을 이유로 번번히 거절했다. 1905년(광무 8년) 3월 2일 경무청 총순(警務廳總巡)에 임명되었으나 곧 사퇴했다.
1905년(광무 8년) 11월 일본에 체류하던 중 을사 보호 조약의 소식을 접한 그는 이후 실력 양성론을 주장하였다. 그 뒤 1906년 이래 그는 실력양성운동을 고창하며 친일활동을 하였다. 그는 멸망 이전의 조선시대를 문벌의 구분과 신분제의 억압으로 인한 몽매·미개의 시대로 파악했다. 비인간적인 신분 제도와 위계 서열이 당연히 받아들여지고, 실력과 능력 보다는 문벌과 배경이 있어야만 출세할 수 있는 사회로 봤다. 그는 당시 조선의 지배계층과 지식인층이 모두 자신들의 사리사욕만 채우고 사회 문제를 해결하는데 의욕이 없다고 보고, 희망이 없다는 결론을 내리게 된다.
1905년 4월 6일 다시 경무청총순에 임명되고 판임관6등(判任官六等)에 서임되었다. 그러나 1906년 2월 21일 경무청 총순직을 사퇴했다.

### 대한제국기 활동

#### 관료 생활

##### 위생 홍보 활동과 고속 승진

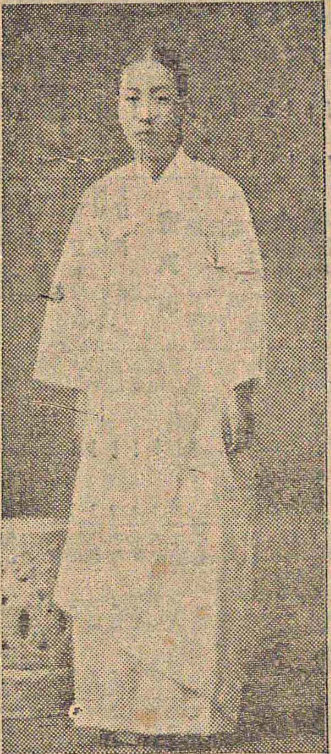
부인 엄채덕
(고종의 후궁 순헌황귀비의 친정 조카딸이자 영친왕의 외사촌이 된다.)

1906년(광무 9년) 귀국한 뒤 일본의 후원으로 특별히 채용되어 관리가 되었다. 그는 이토 히로부미와 하세가와 요시미치(長谷川好道) 등의 후원으로 이례적으로 출세하였다. 그는 주소지를 한성부 남서(南署) 죽동(竹洞) 62통 12호 1반으로 주소지를 옮기고 탁지부에 신고하였다. 당시 그가 신고한 주소지는 대한제국 관원이력에 등재되었다. 이후 1907년 그는 한성부 서서(西署) 서소문내 내천동(內泉洞)으로 주소지를 옮겼다가 다시 1910년 경성 서부 황화방(皇華坊) 서소문내계(西小門內契) 정동(貞洞) 11의 1번지로 다시 주소지를 옮겼다. 1906년 6월 그는 한때 '협잡으로 인해 면관되어 일시 경무청에 체포되었다'고 한다. 이때 선진위생정책에 해밝은 민원식을 눈여겨 본 내장원경 이명직 대감의 발탁으로 1906년(고종 9년) 7월 내부 서기(內部 書記)에 임명되었다가 동 7월 27일 탁지부 서무과 주사(度支部 庶務課 主事) 판임관7급(判任官七級)으로 승진했다. 8월 이토 히로부미(伊藤博文)의 후견으로 내부 위생국 위생과장에 발탁되고 9월 29일 군수로 전임된 이규삼(李圭三)의 후임으로 내부 참서관 주임관 4등(內部參書官 奏任官四等)으로 내정되었다.
10월 1일 내부참서관에 임명되고 주임관4등(奏任官四等)에 서임되었다. 그 해 그는 엄준원의 딸이자 엄비의 조카인 엄채덕(嚴彩德)과 결혼했다. 그는 조선 거리의 비위생적인 점을 문제점으로 제기, 방역과 소독 활동, 도로 포장 등의 활동을 건의하여 성사시켰다.
1906년(광무 9년) 8월에는 내장원경 이명직 대감의 후원과 고종황제의 내탕금으로 경성에서 보건, 위생을 홍보하는 위생환등회를 개최하였다. 그는 일본인, 독일인, 영국인 의사들을 초청하여 경성부의 동대문과 종로 일대에서 무료 진료를 실시하고, 참석자에게 구충제를 나눠주었다. 그는 행사가 있기 전 일본에서 인쇄한 유인물을 배포하거나 벽보로 붙여 홍보하였다.
내부 위생과장 민원식 씨가 국내인민들의 위생관계를 홍보하기 위해 매주 금요일 동대문내 광무대에서 위생환등회를 실행하기로 했다.— 황성신문, 1906년 8월 19일자

동대문 내 광무대에서 매 금요일 위생환등회를 실행하는 일은 전보와 같거니와 작일에도 실행하고 내부 위생과장 민원식 씨가 관한 일을 간절히 설명하였다 하더라.— 대한매일신보, 1906년 8월 24일자

또 1907년(융희 1) 내부 위생국 위생과장으로 있을 때 가정 위생, 가옥 주변 위생 등을 홍보하기 위해 9월부터 《위생신문》을 발행하기도 했다. 그러나 일부 지식인들 외에는 구독하지 않아 실패하였다. 1907년(광무 10년) 3월에는 6품의 승훈랑(承訓郞)이 되었으나 광제원장(廣濟院長)에 임명된 뒤, 4월 22일에는 내부참서관 겸 궁내부 제실 회계 심사위원이 되었다. 4월 23일 정3품 통정대부로 승진하고, 내무부 위생국장 겸 광제원장이 되었다. 4월 25일에는 고종의 명으로 시찰단의 한 사람에 선발되어 궁내성 사무시찰관(宮內省 事務視察官)의 직책을 받고 일본에 파견, 그곳 궁내성 사무를 시찰하고 돌아왔다.

##### 공창제 도입
1906년 2월 내무부 위생국장으로 재직 중 그는 공창제 도입을 시도, 추진하였다. 1904년부터 인천과 제물포, 경성부, 부산에서 부분적으로 시행되던 매춘부 성병검진을 전국으로 확대시키고, 이를 의무화시켰다.
그의 공창제 도입에는 정부의 후견이 있었다. 매춘부에 대한 성병검진 의무화와 그것을 핵심으로 한 공창제 도입은 풍기를 바로잡고 민족의 장래를 위태롭게 하는 성병을 방지하려는 대한제국 정부와 식민지화에 매춘 제도를 이용하고 관리하려는 일본 정부와의 의도가 결과적으로 합치되어서 실현된 것이다. 성병 환자들의 증가로 정부에서는 대책을 세웠고, 이때 그는 성매매 여성을 정부가 감독, 관리하는 것으로 질병 유무 여부 파악과 질병 원인 파악 등이 용이하다고 상주하였다. 그러나 당사자인 창기의 반발은 물론이고 애국계몽운동을 추진하는 측에서도 여성만 검진해도 효과를 올릴 수 없을 뿐더러 여성을 짐승처럼 대하는 것이라고 날카롭게 비판하였다. 그러나 그는 매춘부를 국가에서 관리, 감독 통제하는 것이 성병 예방은 물론이고 인신매매와 유괴 방지에도 크게 도움이 된다며 강행하였다.
또, 기구를 사용해서 난폭하게 검사하니 無病之女를 生病시킨다는 불만도 자자했다. 그러나 서울에서는 1906년 2월부터 매춘부 조사와 검증이 공적으로 실시되고, 1905년에 흐지부지된 창기세(娼妓稅)도 부과, 징수하게 되었다. 이러한 공창제 도입을 준비하는데 큰 역할을 한 것이 민원식이었다.
내부 위생국장을 할 때인 1906년 11월 민원식은 《황성신문》에 일련의 위생론을 발표하였다. 이 위생론의 제4장에 매춘부 문제를 언급한 것이 있는데, "매춘부는 도덕상에 해물인데 사회위생상 필요물이로다", "매춘부를 공적으로 허하야 기 신체검사를 엄중히 하여야 장건한 체격을 有한 자로서 其業을 勸케 하야써 소극적으로 화류병의 천파를 방할 정책이라", "공적으로 허한 매춘부는 상히 기 신체검사를 시행하고 기 화류병이 의유(疑有)한 자에게는 기 업을 종치 못하게 함으로써 유객(遊客)이 기 병독을 受함이 無함", "나는 간절히 일본 당국자에게 취체 엄히 할 事를 望함"이라고 주장했다. 그는 성매매를 정부가 관리 감독함으로써 세금 징수와 함께 성매매 여성에 대한 착취 근절, 성병 관리 등의 정책을 추진했다.

##### 고종의 밀명과 엄귀비 황후책봉 시도
1907년(광무 10년) 초, 안변군의 태조 이성계가 친필로 세운 태조고황제 수식송비(太祖高皇帝手植松碑) 비석을 개, 보수하는 안변군비석개수비각별단(安邊郡碑石改豎碑閣別單)에 참여하였다.
1907년(광무 10년) 3월 11일 승훈랑(承訓郞)으로 승진, 영친왕관례차비관(英親王冠禮差備官)에 임명되었다. 영친왕의 관례식을 마친 뒤 4월 17일 관례식에 참여한 관료들을 포상할 때 상을 받았고, 같은 4월 7일 안변 태조 이성계 친필비석을 개수하는데 참여한 관료들을 포상할 때도 상을 받고 6품에서 정3품 통정대부(正三品 通政大夫)로 승진하였다. 1907년 4월 22일 제실회계심사위원회 위원(帝室會計審査委員會委員)이 되었다가 4월 25일 일본 궁내성 시찰관 파견이 결정되자 시찰관 파견사무직에 임명되었다. 1907년 5월~6월 일본에 궁내성 시찰관사무로 파견될 때, 그는 고종과 엄귀비의 밀명을 받고 국권 회복과 엄귀비의 황후책봉 승인 임무를 띄고 파견되었다.
표면적으로는 일본 궁내성의 시찰이었는데, 실제로는 고종의 '세 가지 밀명'을 띄고 있었다고 한다.
| “ | (1) 각 국의 대사 및 일본에 있는 내외 지사에게 금전이나 기타 방법으로 국권회복의 운동을 시도할 것. (2) 황비 엄씨를 황후로 승책(陞冊)시키는 것은 일찍이 그 일족 및 일부 사람들이 도모했던 일인데... ... 이것이 가능하도록 만들 것. (3). 영친왕 장래의 경운(慶運)을 도모하기 위해 그 비로 일본 황실로부터 황녀를 맞이하고자 하는 희망이 엄귀비 및 그 일족에게 있으므로 일본 황실의 허락을 얻을 수 있을지 탐구할 것. | ” |

엄귀비의 책봉을 반대하던 영선군 이준용의 주장을 논파하고 엄귀비의 황후 책봉에 대한 일본내 긍정적인 시선을 유도할 것과, 외국 각국의 대사들을 상대로 을사 보호 조약을 폐기시키고 국권회복을 시킬 수 있도록 노력할 것이 그의 파견 목적이었다. 또, 그가 일본에 파견된 목적 중의 하나는 황태자 척의 다음 순위 왕위계승자로 내정된 영친왕의 왕비를 일본 왕실 여성 중에서 간택할 수 있는가를 알아보는 것도 있었다. 그는 이준용의 체격이 크고 비만이 된 것을 알고 일본 내에서 영선군 이준용의 일거수 일투족을 감시하려 했지만 그때마다 이준용은 그가 보낸 사람들을 따돌리고 은신하는데 성공한다.
민원식이 이렇게 한국 황실, 특히 황귀비 엄씨의 공작원으로 움직였던 것은 민원식이 '엄귀비의 실형 엄준원의 장녀를 배우자로 삼았던' 인연에 기인한다. 한국 황실의 권세 회복이라는 목적은 고종의 밀명에서 보이는 것처럼 국권회복의 측면도 있었고, 일본에 대한 접근을 모색한다고 하는 모순된 양상을 띄고 있었다. 도쿄 체류 중에 그는 도쿄 권업박람회를 구경했다.
일본 체류 중이던 1907년 6월 20일 내부서기관에 임명되었다.

##### 인종박람회 조선인 전시 사건
1907년(광무 10) 도쿄권업박람회에서 전시된 조선인은 민원식이 하루 만에 귀국시켰다고 알려졌다. 황현에 의하면 그들은 일본인에 의해 유괴되었는데 마침 그 곳을 지나던 민원식이 발견했다 한다.
1907년 4월 25일부터 6월에는 일본을 방문했다가 도쿄권업박람회의 인종 전시실에 갇힌 조선인 두 사람을 보고 이들을 돈을 주고 석방시켜 데려왔다. 매천야록에 의하면 당시 일본 박람회에서 한국인을 구경 거리로 세움 부산 남자 정덕규(鄭德奎)와 대구 여자 박씨가 일본인에게 유인당해 모두 동경으로 갔다. 이 두 사람은 나이 삼십 미만으로 모두 어리석었는데, 일본인이 이들을 한국 복식으로 분장시켰다. 정씨 남자는 상투를 틀어 올리고 망건으로 묶은 위에 큰 삿갓을 썼으며, 소매 넓은 도포를 입었다. 박씨 여자는 쪽을 지고, 좁은 소매의자에 묵묵히 앉아 있게 했다. 이는 대개 조선 사람을 꿈틀거리는 동물 정도로 얕잡아 보아 박람회에 출품한 것이었다. 그런데도 두 사람 은 그 연유를 알지 못하고, 다만 시키는 대로 묵묵히 앉아서 날을 보냈다. 마침 민원식이 시찰차 갔다가 보고서 매우 안타깝게 여겨 몸값 을 갚아 주고 데려왔다. 이는 그대로 대한제국에 알려졌다.
그는 한국인이 '짐승과 마찬가지로 공중의 관람에 제공된 것'을 보고, 일본 경무청 당국자들을 찾아가 항의하였다.
| “ | 일본 사람이 말하기를 일본과 조선은 동문동종(同文同種)이라 하면서 이런 부도덕한 행위를 꺼리지 않으니 이는 우리 조선민족을 모멸함에 그치지 않고 인류가 되어서 인류를 능욕하는 것이 아니오? 우리는 조선인이 되어 같은 조선인의 모욕을 눈감을 수 없고 또한 인류가 되어 같은 인류가 다른 인류에게 모욕을 가하는 것을 보고 참고 넘어갈수 없어 불가불 그 죄상을 고하겠소. | ” |

그는 '참을 수 없는 일'이라면서 '경시총감에게 삼엄한 보호를 의뢰해야 한다'고 말하고 있다. 한편 그는 일본 정부에 조선인은 동물이 아니라고 항의하는 서한을 전달하고, 납치 관계자의 체포를 목격하고 귀국하였다. 민원식은 박람회를 가보고 큰 충격을 받아 다른 대가를 지불하고 그들을 (풀려나게 한 뒤) 귀국시켰다. 그는 탐욕스러운 조선의 정치가들 덕에 백성들만 고통에 빠졌고, 급기야는 짐승 취급을 받기에 이르렀다며 조선에는 더 이상 희망이 없다고 규정하였다.
귀국 이후 그는 조선인이 일본인들에게 멸시당하고 짐승 취급을 받는 것은 개화가 되지 않은 점과 판단력 부재, 구습과 미신에 사로잡힌 점을 들었다. 그는 그때까지도 단발령을 거부하는 조선인들을 질타하고, 외세의 것, 낮선 것이라고 무조건 배격하지 말고 우리 실생활에 유익하다면 언제든지 채택해야 함을 역설하였다. 더불어 그는 노비와 백정의 자손들도 학교에 보내 말과 글을 깨우치게 하고, 사리분별과 판단을 하게 해야 함을 역설하였다.
1907년 2월부터 서상돈, 김광제, 윤웅렬 등에 의해 일본에 빌린 국채 보상 운동이 추진되었다. 민원식은 5월 8일 이전에 5전의 국채보상금을 기부했고, 5월 24일에는 200냥의 보상금을 모금하였다.

#### 사회 단체 활동
귀국 후 1907년(광무 10년) 6월 내부 서기관 주임관 4등(奏任官四等)으로 승진하였다. 개인적인 일로 관직을 사퇴한 뒤로는 통감부의 지원 하에 친일 언론인, 사회 운동가로 활동했다. 그해 7월 고종이 양위하자 양위 반대 상소를 올렸으나 묵살당했다. 이후 그는 대한실업협회, 제국실업회 등의 친일적 성향의 사회 단체에 참여했고, 한일 합병 조약 체결을 주장하는 진보당, 정우회 준비위원회를 발기했다. 그는 또 계몽 강연을 통해 언론의 중요성을 설파하며, 정치의 부패와 사회변화를 깨닭기 위해 각 가가호호마다 신문을 구매해서 볼 것을 호소하였다.
1907년(융희 1년) 11월 19일 내부 서기관에서 의원면직하였다.
1908년(융희 2년) 5월 대한실업장려회를 조직하고 그해 8월 조직을 개편하여, 친일 인사 이지용(李址鎔) 등을 참여시켜 대한실업협회(大韓實業協會)를 조직하고 부회장에 피선되었으며, 동아개진교육회에도 참여하였다.
1908년 8월 5일 중추원 찬의 홍승목, 친일파 지식인 이규항, 김광희 등과 더불어 제국실업회를 설립하였다. 제국실업회의 평양연설회에서 민원식은, 일본의 권업박람회 사건에 충격을 받고 '실업에 뜻을 두어' 교육·산업을 통한 실력양성을 생각하고, 회를 설립했다고 한다. 보부상들 중심으로 조직했던 산업 단체인 제국실업회가 결성되자 민원식은 부회장으로 사실상 회를 주도했다. 그러나 제국실업회는 일본의 국책 회사였던 동양척식주식회사에 접근을 시도하는 등의 친일적 노선을 취해, 회 내부에서 반발이 일어나서 합방 때까지 유명무실하게 되었다. 그밖에 그는 실업장려회의 창립에 참여했고, 친일 단체인 진보당을 조직하는데 참여하였다.
제국실업회가 조직되자 그는 영향력을 행사하려 했다. 회장은 중추원 찬의 홍승목을 회장으로 선임하였다. 그러나 제국실업회는 부회장인 내부 서기관 민원식이 주도하고 있었다. 그러나 회원들은 동양척식회사와 교섭하는 등의 입장을 가진 민원식의 주도에 반발하여 당시 비교적 합리적 성향의 인물로 인식된 유길준을 10월 말 새로 회장으로 추대하였다. 민원식은 이완용의 후원을 받아 김종한, 고희준과 함께 정우회를 조직하여 합병 운동을 벌였다. 그는 정우회 간사로 활동하였다.

#### 언론 활동과 시사신보 창간
1909년(융희 3년) 10월 대동일보사(大同日報社) 사장에 추천되었다. 1909년 10월 24일 국시유세단(國是遊說團)의 기관지 대동일보의 사장 에 피임되었다. 그해 11월 이토 히로부미의 동상과 송덕비 등의 설립을 추진하던 동아찬영회에 가입, 동아찬영회 창립발기위원, 동아찬영회 간사 등에 선임되었다. 1908년부터는 신문 창간 준비 작업을 펼쳤다. 1909년 12월 26일 민원식은 영선군 이준용을 방문 신문 간행 에 관하여 협의했다. 그러나 곧 흐지부지되었다.
1909년 12월 18일에는 백락균과 자본금 1500원을 적립하고 신문 발간을 내부에 청원했으며 12월 24일에는 사장에 추대되었다. 12월 말 민원식은 백낙균과 함께 자본금 1천 5백원을 적립하고 신문 발간을 준비, 12월 24일에는 내부로부터 신문 발행 인가를 얻어 1910년 1월 1일에 창간을 보았다. 26일에는 영선군 이준용을 방문, 신문 간행에 관하여 협의를 했고 30일에는 각 신문사 사장 을 청요(請遂)하여 지면례를 행했다고 했다. 1910년 1월 1일부로 시사신문을 정식 창간하고 그는 대표에 취임하였다. 그는 후쿠자와 유키치의 지지신보에서 힌트를 얻어 신문 이름을 시사신문이라 했다. 시사신문은 1910년 11월 1일부로 폐간되었다가 1919년 이후 다시 간행한다.
[1910년]](융희 4년) 3월 29일 이재극, 고희경(高羲敬), 정응고(鄭應高), 고희준(高羲駿) 등 100여 명과 함께 정우회(政友會)를 조직하고 위원이 되었다. 정우회는 皇室尊榮, 政治務實, 敎育振興, 實業發達, 社會改良, 貧荒救濟, 韓日親善의 7개 강령을 발표한다. 이후 그는 친일적 정치사회 단체인 정우회에서 주동적으로 활동했다. 일본의 조선 침략과 조선인 멸시를 잘 알고 있던 그는 일본의 멸시와 국제사회의 외면에 대한 대응방법을 생각했고, 교육과 개항을 통해 식견을 쌓고 무역으로 돈을 벌어들여 스스로 힘과 실력을 쌓고 강해지는 것 밖에 없다는 결론을 내렸다. 4월에는 진보당을 창당하였다. 그해 8월 27일 가의대부가 되었다. 1910년 10월 1일 한일 합방 이후 중추원 부찬의에 임명되었다.
민은 후에 "나는 마음속으로 은근히 말했는데 한국의 독립의 능력이 없으면, 병합도 역시 불가피한 일"이었다고 회상하고 있다. 민원식은 후에 한일 합방을 반대하였지만 어쩔수 없는 일이라고 규정하였다. 한국인 스스로 독립할 능력이 되지 않으면 원하든 원치 않든 한일 합방 조약은 불가피한 일이며, 다른 나라의 식민지가 되어도 되었을 것이라 하였다.

### 일제 강점기 활동

#### 한일 합방 직후

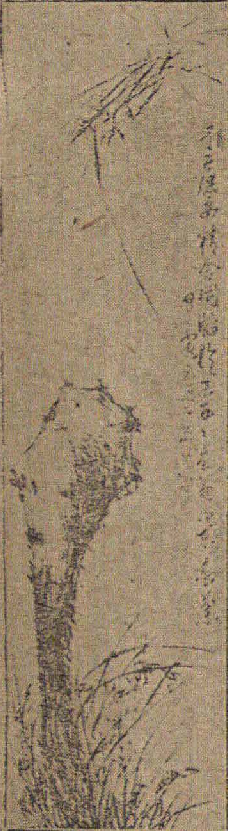
민원식 작 묵죽도 (1914년 1월)

1910년(융희 4년) 10월 1일 한일 병합 후 결사해산령에 의해 정우회와 진보당이 모두 해산되자 조선총독부 중추원의 부찬의에 임명되었고, 3·1 운동으로 독립에 대한 열망이 높아지자 교풍회, 국민협회 등을 창립하여 조선총독부의 정책을 홍보하고 친일 여론을 조성하는 일에 가담했다. 이 시기 총독 사이토 마코토와의 잦은 면담이 기록되어 있다. 독립 운동 여론을 희석시키고자 국민협회를 중심으로 참정권 청원 운동을 대대적으로 벌이기도 했다. 한일 합방 조약 체결 직후부터 그는 이규완 등과 함께 조선인 참정권 허용론과 자치권 허용을 주장, 조선인도 일본 제국의회 의원을 선출, 투표할 권리를 요구하는 주장과 글을 발표하였으며, 개인적으로도 조선인의 참정권, 투표권, 자치권을 허용해줄 것을 여러번 조선총독부와 일본 제국 정부에 건의하였지만 번번히 시기상조라는 이유로 거절당했다.
1911년 7월 정8위에 서임되고 경기도 양지군수에 임명되자 고사하였으나 거듭 취임을 권고하여 취임하였다. 군수 시절에 민원식은 마츠나가 다케키치(松永武吉, 경기도 도장관, 후에 중추원 서기관장), 오다미 키지로(小田幹治郞, 총독부 관방참사관실 사무관, 중추원 서기관), 후지나미 요시누키(藤疲義貫, 총독관방 비서실 통역관) 등 총독부 일본인 관료들과 접촉하여, 1920년대 국민협회를 일으킬 기반을 닦았다. 군수 부임 직후 그는 도로를 건설, 포장하고 가옥을 개보수하였다. 1910년 그는 경성부 중구 정동에 자택을 마련하여 생활하였다.

#### 총독부 군수 재직
양지군수 재직 때에 그는 우사미 카츠오(宇佐美騰夫) 내무부 장관의 지도로 일본의 모범 부락 7개소를 방문하였다. 특히 시즈오카현 안바라(菴原) 촌에서는 메이지 시대 초기 독지가인 가타히라 노부아키(片平信明)가 시작했던 호토쿠샤(報德社) 운동이 보급되어, 근로·저축·납세의 관념이 지역민들에게 철저하게 인식된 것에 감명을 받았다. 귀국 후 그는 자신이 임지로 부임한 곳에 야학당을 설치하여 문맹을 타파시켰고, 부임지 군민들에게 저축과 절약을 강조하였다. 후에 그는 각종 글에서 여기에 대해 종종 언급하였다.
"근검 저축 장려에 관한 강화"에서 그는 일본은 세게 제1등 강국이 되었는데, 조선에서는 인민들이 "국가의 事를 도외로 視하여, 국가의 事는 정부가, 도의 事는 도장관이 ... ... 各其 시행할 것이오, 我等 인민에게는 관계가 無하다 하야 자발적 선구사상이 少無하니 ... ... 만약 人夕이 皆 如此하면 其國은 將次何如하겠오, 빨리 이러한 "盲聾주의를 타파"할 필요가 있다." 이렇게 지적하였다. 이어 그는 시즈오카현 안바라 촌의 사례를 들어, 유력자가 앞장서서 근로·저축에 솔선하고 힘쓸 것을 촉구했다. 그는 자신부터 손수 화려한 연회를 금지하고, 기생집 출입을 삼가하였으며 몸소 비품 하나에 이르기까지 근검 절약하고, 손수 저축을 하는 것으로 모범을 보였다. 또한 신문을 사서 읽도록 권장하고, 각 군에는 주민대표로 구성된 군 협의회, 읍면에는 읍면협의회 의원 선거에 지역 주민들이 적극 참여하여 자체적으로 자치 운동과 군정 참여를 유도하였다.
그는 총독부 고관과 친교를 두텁게 하는 한편, 일본의 지방개량운동과 그 기반이 되었던 호토쿠샤 운동을 현지에서 고나찰하고, 자신의 임지에서도 그것을 실천하려 하였다. 민이 생각해낸 그림은, 촌락의 유력자가 총독부의 정책에 적극 호응하여, 교육·산업의 근대화를 추진하고, 촌락의 지배를 적극적으로 담당해가는 모습이었다.
이후 1913년 7월의 정기 인사에서 다시 양지군수에 유임되었으며 1913년 12월 13일 고등관 7등(高等官七等)으로 승급하고, 1914년 3월 종7위로 승서되고, 경기도 이천군수로 발령받았다. 지방관으로 재직하는 동안 조세 감면을 경기도와 조선총독부에 건의하여 성사시켰으므로 명관이라는 평을 들었다. 1915년부터 1917년 7월까지 경기도 지방토지조사위원회 임시위원에 위촉되었으며, 1917년 9월 정7위로 승서되고, 고양군수로 부임하였다. 고양군수 재직 중 1918년 12월 대정친목회 임시이사회에서 이사에 선출, 대정친목회 이사가 되었다.

#### 3.1 운동 전후

3.1 운동 당시 종로구 보신각앞 만세를 외치고 있는 민중들

1919년 3월 3·1 만세 운동 이 일어나자 매일신보와 경성일보에 소요의 원인과 광구 예안을 발표하고, 오사카 아사히 신문에도 같은 내용의 "조선 소요에 관해서"를 발표하였다. 이 글에서 그는 3.1 운동은 조선인의 민족적 운동이 아니라 기독교와 천도교 신도들이 민족자결의 신어를 오해한데서 발생한 망동이라 주장했다.
3·1 만세 운동 직후, 그는 3·1운동은 민족자결의 새 용어를 오해한 데서 일어난 것으로 여겨지는 망동이고, 현 상태에서는 독립이 불가능하다. 따라서 조선 민족은 일본 제국 국민의 한 사람으로서 국헌을 존중하고 국법을 준수하며 개인 독립의 실력을 양성하자고 주장하였다. 4월 그는 "소요의 원인과 광구예안(匡救例案)"이라는 제목으로 글을 발표, 1919년 4월 9일부터 4월 16일까지 8회에 걸쳐 《매일신보》에 연재, 발표하면서 3·1 운동 당시의 혼란과 소요 사태를 비난했다. 이어 그는 4월 말에 또 다시 다시 소요에 대해라는 글을 경성일보에 게재하였다. 그는 '선각자의 분려(奮勵)를 망(望) 함', '소요의 원인과 광구 사안(光救私案)', '갱(更)히 소요에 대하여'라는 글을 매일신보에 잇달아 연재했다. 7월 20일 교풍회 경성지회 고문에 위촉되었다.
1919년 10월 19일과 10월 21일자 경성일보에는 신일본주의를 기고해 3.1 만세 운동과 같은 저항운동을 막으려면 민심을 바로잡아야 한다고 주장하면서 그 방법으로 신일본주의를 제창했다. 이 글에서 그는 당대의 수준으로 조선 민족만으로 조직된 독립국가는 개인 생활, 개인의 권리를 보장하는 국가 최고의 목적을 실현할 수 없으며 한일 병합으로 새롭게 창설된 일본 제국(신일본)만이 이를 보장할 수 있다고 주장했다. 그러므로 조선인은 신일본제국의 국민으로서 합리적이고 합법적인 노력으로 여러 권리를 획득할 것을 주장했다.

#### 실력 양성론 주장
그는 무력, 폭력적인 방법으로는 한계가 있다고 보고 실력 양성을 통하여 우리가 자치권과 참정권을 획득할 것을 거듭 역설하였다. '동화주의적 입장에서의 실력양성론'은 1919년 3.1 운동 직후 민원식의 글에도 나타난다. 민원식은 다른 사람, 다른 집단에 대한 배척과 폭력으로는 발전을 이룰 수가 없으며, 퇴보, 수구, 정체 현상만이 나타나 자멸의 막다른 골목으로 이를 것이라고 했다.
新附國民인 我朝鮮人은 오직 실력의 양성을 圖하야 국가에 대한 의무를 내지인과 差等이 無하기에 至함을 기하는 동시에 내지인과 同樣의 권리를 향수함을 望치 아니함이 불가하도다. (중략) 실력을 有치 못하고는 사업의 대소를 물론이고 가히 謀치 못하며 가히 成치 못할지니 謀하고 成함에 先하여 실력을 양성치 아니함이 불가하도다.

 故로 余는 조선인이 정신적으로 교육외 보급을 期하고 물질적으로 산업의 발달을 圖하여 내지인과 조선인의 차별이 無한 충량한 국민이 됨을 열망하야 己치 아니하는 바이니 조선인으로 하야금 내지인과 차별이 無한 충량한 국민이 되게 되면 고관대작을 구하면 得치 못하며 참정권을 구하면 得치 못하며 결사 언론의 자유를 구하면 得치 못하며 기타 국민의 권리야 何인들 求하야 得치 못할 것이 有하겠는가. (중략) 我朝鮮人은 前途光明은 오직 당국의 지도 장려에 의하야 智力과 富力을 양성함에 在하니 미개한 민족으로 하야금 교육을 진흥하고 산업을 개발함에 전력을 경주하야 他의 邪路로 入치 아니하도록 奮勵指導함이 엇지 선각자의 책임이 아니리오.— 민원식, 선각자의 분려를 망함 (9), 매일 1919년 3월 19일

3.1 운동 당시 그는 매일신보에 연재물을 실어 3.1 운동을 공개적으로 비난했다. 그는 독립 이전에 교육을 장려하고, 산업을 육성하여 실력을 양성하는 것이 우선임을 강조하였다. 민원식은 명백하게 한국인도 당국의 지도하에 지력, 부력 등 실력을 양성하여 국가에 대한 의무를 '내지인'과 동등하게 가질 수 있도록 노력해야 한다고 주장하였던 것이다. 윤치호는 그의 행동이 반역은 아니지만, 칭찬하고 추켜세울 일도 아니라는 비평을 남겼다.
그는 성명과 벽보를 통해 미신적 유언비어에 현혹되지 말고 생업에 종사할 것을 피력하였다. 민원식은 한편으로 조선총독부와 조선군 사령부에 대해서도 조선인에 대한 무조건적 공격은 자제할 것을 촉구했다. 3.1 만세 운동이 조선인 전체의 입장을 대변하는 것이 아니라는 것이 그의 견해였다.

#### 참정권 허용 운동

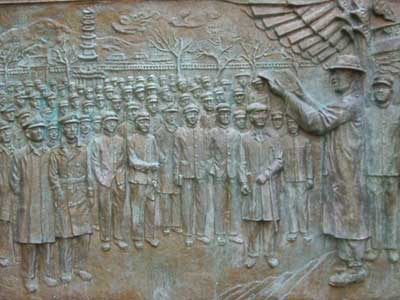
서울 탑골 공원에 위치한 3·1 운동 서판

1919년 민원식은 신일본주의를 표방하고 일본 중의원에 의원선거법의 조선 시행을 청원하였다. 또한 한편으로 그는 합법적인 테두리 안에서 일본 정부로부터 참정권과 자치권을 얻어낼 것을 호소했다. 그는 또 조선인에 대한 차별 대우를 거둘 것을 조선총독부와 일본 제국 정부에 촉구했다. 가령 '지방 행정 제도를 일본 본국과 동일하게 할 것, 조선인 에게 일본 국회에 대한 참정권을 부여할 것이 그 것'이었다. 민원식은 이것이 곧 3·1 운동을 진압할 수 있는 적절한 방책 이라고 보고 있었다. 그는 조선총독부와 일본 정부가 조선인들에 대한 차별 대우나 의심을 거두지 않으면 일본 통치에 대한 반감은 계속될 것이라고 경고하였다. 그러나 3.1 운동 직후의 일이라 민원식의 친일 행동은 조선 민중의 규탄의 대상이 되었다. 그해 7월 교풍회 경성지회 고문에 선임되었다.
1919년 8월 1일 협성구락부(協成俱樂部)를 재조직하고 발기인이 되었다. 여기에는 그의 조선인 참정권 운동, 지방 자치자치권 운동에 공감한 김명준, 한영원 등이 참여하였다. 이어 그는 회장으로 추대 되었다.
1919년 11월 고양군수직을 사퇴하자 종6위로 승서되었으며, 다시 중추원 부찬의에 임명되었다. 이후 그는 성토의 대상이 됐다. 3.1 운동 당시 살포된 전단에는 반(反) 3.1 운동 논설 을 쓰는 자들에 대한 규탄의 소리가 담겨 있었다. 11월 27일 대한인국민회계열의 재미교포 언론 신한민보는 "마땅히 죽어야 할 민원식"이라는 규탄 사설을 실었다. 고양군수에서 퇴직한 뒤, 11월부터 12월까지 일본을 방문, 일본 조야와 각계의 지식인들을 찾아다니며 조선인 참정권을 허용해줄 것을 설득하였다. 12월 12일 귀국한 뒤, 그날 오후 4시 30분 金谷充 경성부윤이 경성구락부 홀에서 다른 퇴직, 이임인사들 송별식을 할 때 민원식도 함께 송별연에 초대되었다.
1919년 8월 심천풍, 이기찬 등 친일관료 출신들이 하라 수상에게 조선의회 설치를 요구했으나 거절당했고 같은 해 말 민원식은 참정권 부여를 다시 주장했다. 당시 청원운동의 지도자는 민원식이었다. 11월 28일 그는 경성부 부부윤(副府尹)의 직에 천거되었지만 스스로 고사하였다. 이후 그는 일본 본국 정부와 일본 국회에 조선인의 일본 정부 참정권, 자치권, 투표 출마 허용을 꾸준히 설득하였다.
그는 일본 정부에 일본이 조선을 같은 국민으로 인정한다면 참정권을 주어야 한다고 반복했다. 참정권과 선거권을 부여하여 일본 제국의 정치에 참여하고, 지방 행정기관과 의회, 중의원에 입후보, 출마할 기회를 단계적으로 부여해야 된다며 그것이 조선인들 스스로가 일본의 국민이라 확신하는 동기가 된다는 것이었다. 그러나 총독부와 내각에서는 답변을 회피했다. 그는 당시 조선의 정관계 인사들과 구 귀족, 지식인 청년들을 직접 찾아다니거나 사람을 파견, 일본 정부에 보낼 조선인 참정권 연명부에 서명을 요청하였다. 그러나 작위와 중추원 참의직에 있는 조선인 관료들 조차도 민원식의 참정권 서명을 회피했다. 이후 국민협회는 중의원 선거법을 조선에서 시행할 것을 요구하는 청원서를 1920년 1월과 7월, 1922년 2월 세 차례에 걸쳐 제국 의회 중의원에 제출하고 1922년 이후에는 역대 내각에 같은 취지의 건백서를 계속 제출해 갔다.
1920년 1월 16일 김영한(金榮漢), 민원식 등은 친일본주의를 주장하고 '유교진흥회(儒道振興會)'를 조직하였다. 그는 조선인이 곧 일본인이므로 일본인으로서의 권리를 달라고 했다. 또한 징병제는 국민의 권리이자 의무라며 환영을 표명하며 그 보상으로 참정권 부여를 요구했다. 그러나 총독부 측에서는 시기상조라 답하였다.
1920년 7월 민원식은 참정권 청원서를 들고 도쿄로 건너갔다. 소요선후책으로 참정권을 허용해야 한다는 내용이었다. 그 후 지방 자치 제도가 시행되면서 경성부부협의회 의원 후보자로 출마한 20명 외에 국민협회 몫의 부협의회 의원 후보로 우전석태랑(隅田石太郞), 교본무웅(橋本茂雄), 관자태랑(關繁太郞), 소빈근팔(小杉謹八), 최진(崔鎭), 박승빈(朴勝彬) 등을 추천하였다.

### 생애 후반

#### 조선인 참정권, 자치권 설득 활동

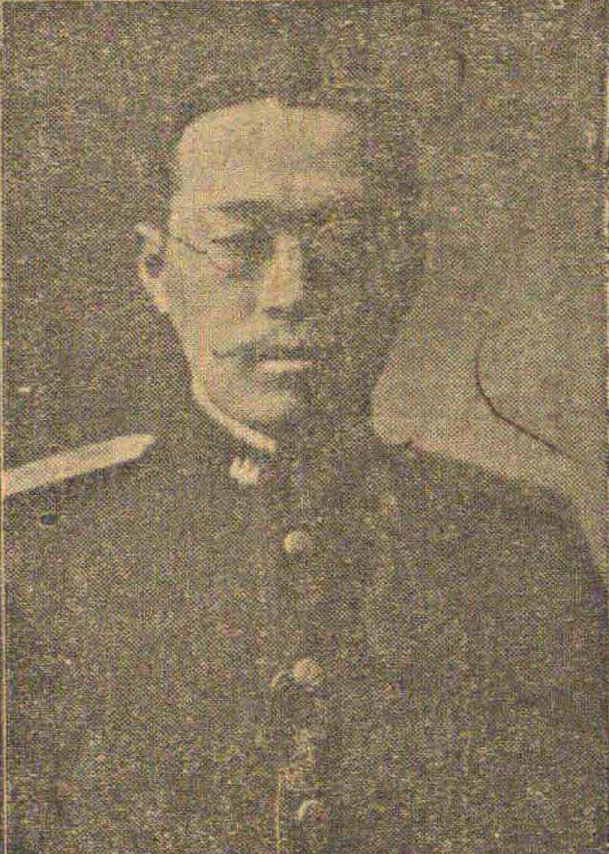
민원식, 1913년 1월

1920년 흑룡회에서는 선전활동에 이용하기 위해 민원식, 구주(葛生能久, 葛生修亮과 동일인, 흑룡회 간사) 공저로 《조선통치문제 (朝鮮統治問題)》(1920)를 출판하였다.
3.1 운동의 진압 이후 그는 '조선에 자치권과 참정권을 줄 것을 요구하는 자치 운동'을 전개하였다. 1920년 조선총독부에서 3.1 만세 운동을 계기로 문화정치로 정책을 바꿔 민간신문의 발행이 허용되자 신일본주의를 표방하며 조선인 참정권을 적극적으로 주장하였다. 그해 자신이 조직했던 협성구락부(協成俱樂部)를 개편하여 국민협회(國民協會)를 조직하였다. 그해 4월 1일에는 신문을 복간, 《시사신문 (時事新聞)》을 다시 재간행하고 사장에 취임하였다. 이때 그는 부사장에 김명준(金明濬), 주간에 이동우(李東雨), 편집주임에 김환(金丸), 경리주임에 방한복(方漢復) 등으로 구성하여 민족주의 진영의 김성수, 송진우, 이상협(李相協) 등이 발행하는 동아일보 등에 반대 논조의 기사, 사설을 실었다.
민원식은 시사신문 사장을 역임하면서 조선독립을 “폭거”라고 선언하기도 했다.
그는 조선이 현실적으로 무력으로 일본을 이긴다는 것은 불가능하니 일본 정부를 상대로 참정권과 자치권을 얻어낼 것을 역설했다. 1921년 1월 조선인의 참정권 청원을 목적으로 참정권 청원서를 소지하고 일본을 방문한 민원식은 도쿄 스테이션 호텔에 체류하다가 데이고쿠호텔(帝國 Hotel)로 이동했다. 당시 그는 국민협회 회장 자격으로 참정권 청원운동을 위해 도쿄로 가서 105명의 연서로 청원서를 일본 국회의 하원 중의원 의장에게 제출하였다.
| “ | 민심구치(民心救治)의 근본방책은 조선인이 일본 국민이라는 자각을 환기시키는 데 있다고 통절하게 생각합니다. 참정권 부여는 혹 시기상조라고 논하는 자가 있습니다. 그 이유로 조선인의 생활정도 및 지식정도, 교육보급및 그 정도, 국비부담 능력, 병역의무의 유무 등이 그것과 관련되어있습니다. 우리들은 참정권 부여는 조선인 동화의 근본의(根本義)가 되는동시에 민심을 구치하는 긴요한 대책으로서, 조선에 중의원 의원 선거법을시행하기를 간절히 바랍니다. 그것에 의해 조선 민족의 앞길에 광명을 주고 그것을 갈고 닦아 건실한 일본 국민이 되어 국운 융창(隆昌)의 자(資)로,더불어 일본 국민이 되는 행운을 얻게 될 것입니다. | ” |

그가 일본에 온 이유는 조선의 융화책을 위해 내지인과 같은 참정권을 조선인에게 부여 하는 것이 중요하다 하여 일본 참의원에 청원서를 제출하기 위해서였다. 그는 계속 도쿄의 호텔에 머무르면서 청원서를 인쇄하여 귀족원과 중의원에 배부하는 등의 활동을 활발하게 전개했다.

#### 피습과 최후
1921년 2월 내내 그는 일본 중의원 의원들과 일본 제국의회 의원들, 지식인들을 찾아다니며 조선인에게도 일본 국민과 동등한 참정권과 투표권 허용, 자치권 허용을 호소하고, 협력을 요청하였다. 한편 독립운동가 김규면은 자신의 비망록에서, 당시 조선의 독립을 청원하는 것을 모두 어리석은 행동으로 규정하고 이를 기록해두기도 했다.
| “ | 그때 1919년 조선독립운동단체들의 정치적 경향이 여러 가지 이었다. 례를 들면 1) 동경정부 청원단 : 민원식, 려운형 등. 민원식이는 동경호텔에서 애국청년 량근환의 손에 피살되었고, 려운형이는 엄밀한 일본보호로서 상해에 도라왔고, 2) 파리쓰 렬강회의에 청원단 : 리승만, 김규식, 윤해, 고창일 등(윤해, 고창일이는 원동 연해주 고려인 소위 "국민회의" 대표다) 3). 제네바 제2국제당 청원단 : 조소앙, 리관용 등인데 제2국제당 회의에서 조선독립승인 받었다고 신문에(조선신문들) 떠들썩 기재하였다. 이 어리석고 비루한 경향들은 조선독립운동에 큰 해독을 주었을 뿐만 아니라 빨지산 운동에 더욱히 방해를 주었다. | ” |
|   | — 독립운동가 김규면 비망록에서 |   |

1921년 2월 15일에 도쿄에 나타난 양근환은 시중에서 단도 1개를 사가지고 2월 16일 오전, 도쿄역 호텔 2층 제14호실에서 자신은 일본대학에 다니는 이기영이라고 거짓 이름을 대고, 조선학생으로 조직한 동우회에서 그대의 환영회를 열터이니 참석하려느냐고 의사를 물은 뒤 2월 16일 면담을 요청하였다. 2월 16일 오전 9시 30분 도쿄 데이고쿠 호텔 14호실 입구에서 목수로 위장한 민족주의자 양근환에게 칼을 맞아 살해당했다. 당시 자신을 목수라고 소개한 일본 옷차림의 청년이 그를 방문, 대화 도중 "독립운동을 해야 하는 이 때에 참정권 운동을 벌이는 것은 매국노짓"이라면서 논쟁을 벌이다가 소지한 칼로 그를 찔러 중태에 빠뜨리고 도망쳤다.
소리를 듣고 달려온 호텔 직원은 바로 경찰에 신고했고, 그는 도쿄 시내 병원으로 옮겨졌다. 당시 그는 복부와 이마를 여러방 찔렸다. 곧 목격자의 진술이 있었고, 그와 비슷한 행적을 봤다는 타바타 지역의 제보가 들어왔다. 양근환이 머물렀던 타바타의 이시와카 소노신(石川倉之進)의 하숙집도 수색에 들어갔다. 이보다 앞서 민원식이 위독하다는 보고가 일본 국왕에게 도달되었는데 일왕은 특지로서 일본의 식민지 정책에 충량하였던 그를 정5위 훈4등에 서하고 중추원 찬의를 수여하였다.
2월 17일 오전 도쿄제국대학 병원에서 과다출혈로 사망하였다. 2월 18일 그의 피습 사망 소식을 듣고 부인 엄채덕, 장인 엄준원, 국민협회 총무간사 5명, 총독부 순사 등이 도쿄로 건너가 그의 시신을 확인하고 2월 19일 귀국했다.

#### 사망 직후

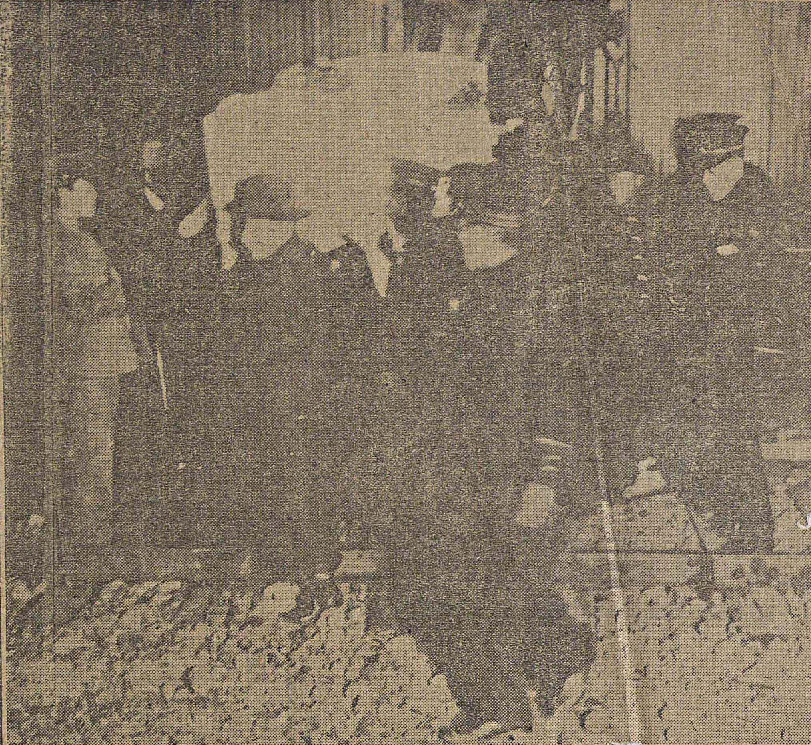
경성 남대문으로 운구된 민원식의 영구

그를 찌른 양근환은 피습 후 상해로 탈출하려다가 나가사키 항에서 나가사키 경찰에 체포되었다. 양근환은 2월 24일 체포되어 5월 4일에 1차 공판에서 무기징역을 언도받았다. 이 사건으로 학우회의 간부들과 개벽사 동경지사의 방정환과 박달성 등도 연행되었다. 양근환은 그해 8월 2일 동경지방법원 최종 공판에서무기의 언도를 받았다. 시신은 2월 19일 저녁 7시 50분경 일본을 출발, 2월 21일 경성부 남대문에 도착하였다. 2월 19일 귀국한 그의 처 엄채덕, 장인 엄준원, 친족 민영대 등 일가친속 외에 조선총독부측 대표로는 중추원 서기관장 송영무길(松永武吉)이 수원으로 가서 시신을 영접하였다.
중의원에서는 그의 피살에 적지 않은 충격을 받고 만장일치로 그의 청원을 채택하여 조선 사회에서는 그 귀추가 이목을 끈 바 있었으나 일본은 조선에 이른바 참정권을 줄 생각이 없었다. 민원식을 암살한 양근환은 자신은 목수라고 주장하고 빠져나왔지만 그의 움직임을 이상하게 본 일본인 형사에 의해 체포되어 사건을 자백받았다. 일본 정부는 민원식이 중상을 입자 훈4등의 훈장을 서훈하고 중추원 찬의에 임명하였으며, 사망한 뒤에는 전국적으로 추도회를 열고 묘지는 총독부와 사회단체의 성금으로 마련되었다. 또한 순종은 어사를 도쿄로 보내 그의 빈소를 위문하고,사망 소식을 접하자 순종은 다시 어사를 파견하여 향화료(香華料)를 내렸다. 한편 하라 수상, 사이토 마코토 총독, 미즈노 정무총감 등이 화환을 보내왔다.
조선총독 사이토 마코토 제독 등은 그가 신념에 따라 죽었다고 추도했다. 일본 정계에서도 민원식이 사망 하자마자 이틀 후인 2월 18일 중의원 의원 요코야마(橫山勝太郎) 등 32명의 의원이 "민원식 객사에 관한 질문 주의서(質問主意書)를 의장에게 제출하였다. 이들은 "민원식은 온건한 친일주의의 신사로서 소위 완미(頭迷)한 불령선인이 동군 등 의 신변에 위협을 가 하였다. ... 본 의원 등은 과격한 불령선인에 대한 엄중한 취체를 할 필요가 있는 동시에 일한 합병의 취지를 헤아리고 일선 공존의 목적을 위해 노력하는 친일주의의 인사에 대해 주도 면밀한 보호를 할 필요가 있다 " 고 말하고 정부의 공식적인 의견을 물었다. 그의 빈소에 사이토 마코토 조선총독, 우사미 가쓰오(宇佐美勝夫) 내무부장 등이 직접 방문하여 유가족을 위문하고 추모사를 낭독하기도 했다. 그러나 조선인 참정권에 대한 반대 여론과 일부 일본 정관계에서 3.1 만세 운동, 상하이 임시정부 등의 존재의 이유를 들어 조선인에 대한 불신, 반발 여론이 계속되자 일본 정부는 답변을 회피하였다.
그의 죽음으로 그가 운영하던 《시사신문》은 일시 혼란에 빠졌다가 나중에 명칭을 고치고 월간으로 《시사평론 (時事評論)》으로 이름을 바꿨다. 한편 1921년 9월 전 국민협회 간사 정필화(鄭弼和)는 상해에서 행방불명되었는데, 독립단에 의해 암살되었을 것이라는 소문이 자자했다. 회장과 간사를 연이어 잃은 국민협회는 한동안 혼란에 빠졌다. 국민협회는 임시로 김명준의 회장대행체제로 갔다가 김명준이 회장이 되었다.
일본 조야에서 민원식의 죽음을 신념 때문에 죽은 순절이라 하자 윤치호는 호들갑이라고 조롱했다. 윤치호는 "도쿄와 조선의 일본인들이 모두 민원식의 죽음에 대해 호들갑을 떨고 있다. 이들은 대체로 그를 주의(主義)의 순절사(殉節士)라고 치켜세우면서 영웅시한다"고 지적하였다. 윤치호는 민원식의 죽음을 애도하는 사회 분위기를 조소하였다. 윤치호는 "그리 이상한 일도 아니다. 어차피 세상 사람들은 자기 관점에서 모든 것을 생각하니까 말이다. 하지만 민원식이 주의의 순절사로서 추도되고 영웅시되어야 한다면, 최근 2년 동안 자신들이 주의라고 여기는 것에 모든 걸 - 상당수는 자기 목숨까지 - 내 걸었던 수백 명의 용감한 3.1 운동 소년 소녀들이야 말로 민원식보다 더 고결하지 않은가?"라고 조소하였다. 일각에서는 민원식의 죽음을 살신성인이라 하자 윤치호는 3.1 운동 당시 자신이 죽을수도 있는데도 순수한 마음으로 만세에 참여한 학생들은 뭐냐면서 반박하였다.
한때, 그의 죽음과 관련하여 당시 일본에 체류중이던 방정환이 헌병대에 체포되어 취조를 받고 풀려나기도 했다. 도쿄에 와서 스테이션 호텔에 묵고 있던 중 민원식이 자객에 의해 살해된 사건에 천도교 청년회가 말려 든 것이다. 민원식 살해 사건으로 천도교 청년회 도쿄 지회의 방정환, 박달성 외 임원들이 이 사건에 관련된 것이 아닌가 하고 연행, 구금되어 20 여일의 취조를 받게 된다.

### 사후

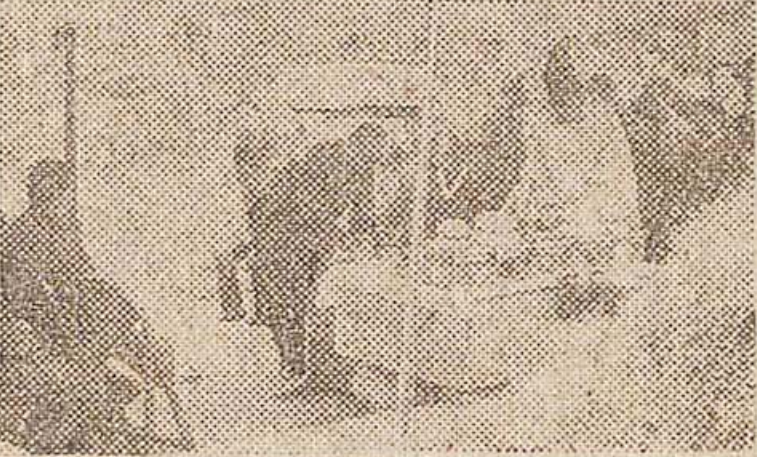
조선인 참정권 허용기념, 민원식 24주기 추모제 (1945년 3월 31일)

순종은 그의 빈소에 제축료(祭祀料)를 하사했다. 장례식은 9일장으로 거행된 뒤 나중에 동대문밖 구.홍릉 근처의 산에 장지를 정하고, 임시로 경성부 제기리 야산에 안치되었다.
1921년 2월에 민원식이 암살되자 김명준(金明濬)이 회장 대행으로 취임했다. 그러나 대부분의 활동이 민원식 개인에 의존해 왔던 국민협회는 곧바로 자금 부족과 활동의 정체에 직면했다. 민원식은 생전 "자신의 집에서 수만의 재산을 내고, 또한 처갓집이 10만 엔의 사재를 내어, 약 20만 엔 가까운 사재를 들여 이 운동에 분주'해 있었다고 하였다. 이후 국민협회의 참정권 운동은 빛을 잃다가 1940년 이후 다시 조선인 참정권 운동이 나타나면서 빛을 보게 되었다.
1922년 2월 세 차례에 걸쳐 제국 의회 중의원(衆議院)에 제출하였다. 민원식 사후 1년이 되는 날에 국민협회 회원이 그의 1주기를 추모하면서 1만여 명의 연서로 일본 내각에 건백서(建白書)를 제출 한 일 이 있었다. 이들은 '조선 참정권 요구 건백서'에서 선거법 시행 칙령을 반포 하라고 주장하며 운동을 계속했다. 그러나 그것도 1924년 이후에는 유야무야 되었다. 이 때 일본 정부도 '(지금으로써는) 현재의 조선에게 참정권을 부여할 의사가 없다'고 잘라 말하였다. 그러나 국민협회는 1922년 이후 역대 내각에 계속 같은 취지의 건백서를 계속 제출해 갔다. 이후 그의 뒤를 이어 김명준, 윤갑병(尹甲炳)이 국민협회의 회장을 역임하고 김명준은 이규완 등과 함께 참정권을 계속 주장하였지만 묵살당했다.
후에 사이토 마코토 총독은 민원식의 무덤이 초라하다고 하여 돈을 대주어 보수해 주었다. 이후에도 매년 그의 기일에는 조선총독부와 일부 조선인 지식인들에 의해 추도회가 열렸다. 1931년에는 조선총독부에 참정권을 요구하던 지식인들과 일부 총독부 관료들이 모여 그의 10주기 추도식, 기념강연을 성대하게 개최하기도 하였다. 1940년에 이르러 다시 조선인 참정권 허용 논의가 나오면서, 1945년 8월 15일 해방되기 전까지 그에 대한 추모가 계속되었다.
조선인 출신 자원 또는 징집 등을 중일전쟁과 태평양 전쟁에 참전하여 전사, 부상 등을 당하는 군인 등이 늘어남에 따라 조선총독부는 조선인 참정권을 거부할 방법이 없어 고민하였다. 조선총독부는 1940년부터 수시로 일본 본국 정부에 조선인 참정권을 허용할 것을 상주, 건의하였다.
1940년 조선총독부 주도로 조선인 참정권이 일본 정부에 상주되고, 조선인 참정권 운동이 다시 부활되면서 그는 선각자로 추모되었다. 1945년 2월 25일에는 조선인에 대한 정치적 처우법안이 일본 국회 양원을 통과, 조선인 참정권이 허용되고 조선인 상류층에 한해서 일본 제국의회 귀족원 의원 출마, 선거 자격이 허용되면서 그는 선구자로 추도되었다. 1945년 3월 31일에는 조선인 참정권 허용을 기념하여 전부일(국민협회이사장), 니시히로(西廣) 경무국장), 세도(瀨戶) 경기도지사, 후루이치(古市) 경성부윤, 야마구치(山口) 해군대좌, 아마까스(甘粕) 연맹차장), 가나가와(金川) 매일신보 본사사장 등에 의해 추도식이 열리기도 했다.
1940년대 무렵 그의 묘소는 다시 동대문 밖 경성부 동대문구 안암정 영도사(永導寺, 현 서울] 성북구 안암동 개운사) 경내 뒷산 언덕으로 이장되었다. 1945년 3월 31일까지도 민원식의 묘소는 개운사 경내에 있었다. 그러나 8.15 광복 이후 그의 묘소는 다른곳으로 옮겨져 행방을 알 수 없다.
2002년 발표된 친일파 708인 명단, 2008년 민족문제연구소에서 친일인명사전에 수록하기 위해 정리한 친일인명사전 수록예정자 명단에 모두 선정되었다. 2007년 대한민국 친일반민족행위진상규명위원회가 발표한 친일반민족행위 195인 명단에도 들어 있다.

## 약력
- 1905년 3월 2일 : 대한제국 경무청 총순
- 1905년 3월 : 경무청 총순직을 사퇴
- 1905년 4월 6일 : 경무청 총순에 임명되고 판임관6등(判任官六等)
- 1906년 2월 21일 : 경무청 총순직 사퇴
- 1906년 6월 : 협잡 혐의로 일시적으로 파면되고 경무청에 구금되었다.
- 1906년 7월 : 내부 서기
- 1906년 7월 : 탁지부 서무과 주사로 승진, 판임관7급(判任官七級)
- 1906년 8월 : 내부 위생국 위생과장
- 1906년 9월 : 내부 참서관
- 1907년 3월 : 승훈랑, 겸임 광제원장 서리
- 1907년 4월 : 통정대부로 승진, 내부 위생국장 겸 광제원장에 임명
- 1907년 4월 22일 : 궁내부 제실 회계 심사위원
- 1907년 4월 25일 ~ 8월 : 일본 파견근무, 궁내성 사무시찰관
- 1907년 6월 : 내부 서기관
- 1908년 5월 : 퇴직
- 1910년 8월 27일 : 가의대부에 임명
- 1910년 10월 1일 : 조선총독부 중추원 부찬의
- 1911년 7월 : 총독부 군수에 임용, 경기도 양지군수
- 1914년 3월 : 경기도 이천군수
- 1915년 ~ 1917년 7월 : 경기도 지방토지조사위원회 임시위원
- 1917년 9월 : 경기도 고양군수
- 1919년 11월 : 고양군수직 사퇴, 조선총독부 중추원 부찬의로 전직
- 1921년 2월 17일 : 사망 직후 조선총독부 중추원 참의에 추서

## 저작
- 自序 : 민원식 자서전
- 《조선통치문제 (朝鮮統治問題)》(1920년), 구주(葛生能久, 葛生修亮) 공저

### 논문
- 《위생론》(1906년)

### 작품
난초를 잘 그렸던 그는 일부 서화작을 그려서 선물로 증정하거나, 판매하기도 했다.
- 《묵매도 (墨梅圖)》
- 《묵란도 (墨蘭圖)》
- 《묵죽도 (墨竹圖)》 (1914년)
- 《국화 (菊花)》

## 화랑

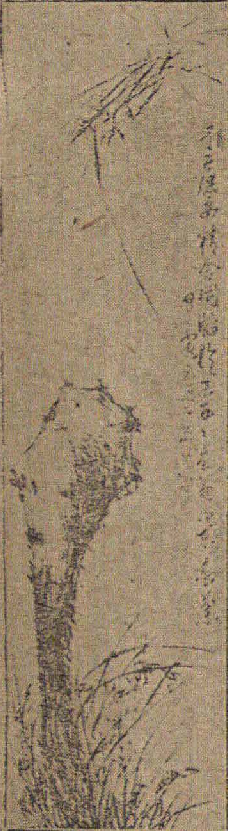
민원식 묵죽도
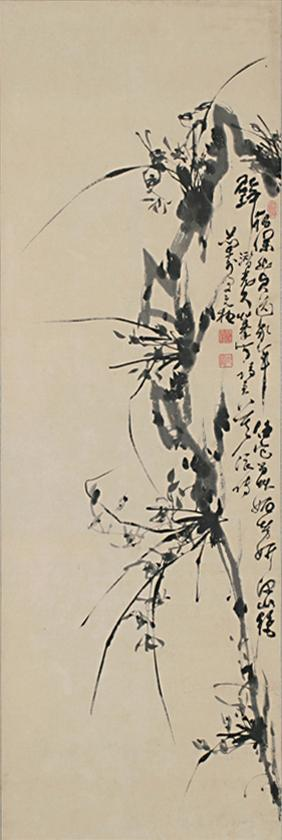
민원식 묵란도

## 사상과 신념
그에게 일본은 장애이기보다는 오히려 이용하거나, 또는 도움을 청할 대상으로 인식되었다. 거기에는 후에 스스로 "나의 지금이 있는 것은 일본 정부 및 일본인의 비호를 받은 일이 많이 있었기 때문이다."고 말한 것처럼, 소년 시절부터 오랫동안 일본에 머물렀던 경력이 크게 작용하였다.

### 조선 미개론
그는 3.1 운동 당시 만세 운동만 부른다 해서 조선이 독립되는 것은 아니라고 비판했다. 민원식 의 반 3 ·1 운동론 은 식민지 문명화론과 깊이 연관되어 있었다. 그는 멸망 이전의 조선시대를 문벌의 구분과 신분제의 억압으로 인한 몽매·미개의 시대로 파악했다. 그에 따르면 총독부가 정치를 펼친 이래 조선에서 비로소 법치주의와 문명화 과정이 시작됐다고 한다. 조선 시대에는 지배층도 부패했지만 민중들도 우매하였고, 판단력이 결여된 채 구습과 미신에 의존했다고 지적했다.
그는 조선이 독립을 한다 하더라도 서구의 민주주의 사상이나 일본의 문물, 가치를 학습하지 않는 한 조선은 다시 미개의 시대로 빠져들 것이라고 지적했다. 그는 그 근거로 조선인들 스스로 루이 16세와 마리 앙투아네트를 처형한 프랑스인, 찰스 1세를 처형한 영국인, 찰스 2세를 몰아낸 무혈 혁명을 주도한 것과 같은 역사가 없는 것을 그 근거로 들었다.
그는 일본의 조선 병합은 일본의 영토 팽창 욕구만이 있는게 아니라, 일본이 아시아를 근대화하려는 뜻도 함께 갖고 있다고 봤다. 일본이 조선을 합병한 이유는 낙후된 조선을 문명화하려는 사명을 실현하기 위해서였다는 논리였다. 1910년(융희 4년) 10월 1일 한일 합방 직후부터 그는 꾸준히 조선총독부와 일본 제국 정부를 상대로 조선인에 대한 차별 대우를 철폐할 것을 촉구하였다. 그는 일본이 조선인을 부당하게 차별한다고 역설했다. 그러나 한편으로 그는 조선인들이 차별대우를 받는 것은 당연한 결과며 인과 응보라고 판단하였다.
그는 일본인의 조선인 차별에 분개하면서도 어쩔 수 없다고 봤다. 그는 "일본인과 조선인 사이에 차별대우가 존재하는 것은 당연하다"고도 말했다. 왜냐하면 양자 사이에는 경제력과 학력 수준에서 차등이 존재하기 때문에 정치·사회적으로 차별 대우가 생기는 것은 자연스런 이치라는 것이다. 또한 조선인 스스로가 지적 능력과 분별력을 갖추지 못한 것도 문제점이라고 지적했다. 그는 유언비어에 쉽게 현혹되고, 사리판단 보다는 낭설과 미신에 의존하는 것을 차별대우 받을 수 밖에 없는 점으로 지적했다. 다시 말해 문명화 정도의 차이가 차별을 낳는 원인이라고 보았다.

### 실력 양성론
그는 독립 이전에 조선인들 스스로 실력을 양성할 것을 역설하였다. 1905년(광무 8년) 을사 보호 조약이 체결되자 그는 조선이 내부적으로 부패했고, 위정자에서부터 천것에 이르기까지 타락하지 않은 자가 없다 하고, 분별력을 갖춘 인간이 되도록 스스로 힘써 노력해야 한다고 역설했다.
민원식은 일본인이 조선인을 차별하는 차별 대우를 없애는 처방으로서 실력 양성론을 제시했다. 조선인은 문명화 수준을 높이기 위해 경제력과 학력을 조속히 고양 시켜야 한다는 것이다. 그는 곳간에서 인심이 난다 하여 창고가 넉넉해야 남을 배려하는 인심이 생겨남을 지적하기도 했다.
1919년의 3.1 운동에서도 그는 조선이 독립하는 것은 어렵다고 봤다. 우드로우 윌슨은 미국인이지 조선인이 아니며 조선의 독립에 관심갖고 귀기울일 이유가 있느냐는 것이 그의 주장이었다. 민원식에 따르면 조선 독립은 불가능했다. 민도와 실력을 갖추지 못하고 단순한 감정으로 우루루 몰려나온 것으로 봤다. 미신과 구습에 젖어있는 조선인 자신들의 문제점은 판단하지 못하고 일본인의 차별대우와 멸시에만 울분을 느껴서 그런 것으로도 봤다.
그는 만세 시위 운동이 민족자결주의에 대한 기대감 때문에 터져나온 것으로 이해했다. 하지만 그가 보기에는 민족 자결주의는 조선 문제와는 무관한 것이었다. 식민지 조선은 패전국 식민지가 아니라 승전국 일본의 '국내' 문제이기 때문이었다. 민원식은 승산도 없고 바람직하지도 않은 조선 독립 요구를 접어두고 일본 제국의 실정법 테두리 내에서 조선인 의 민권 향상을 위해 실력 양성 운동과 청원 운동에 나설 것을 제안했다. 그는 강연과 논설을 통해 각종 민란이나 흉년이 들면 가족도 버리고 도망가거나, 도적이 되는 것을 설명하며, 스스로 깨닫고 분별하는 것은 스스로 힘써 할 것이며 누구도 도와줄 수 없음을 지적했다.

### 조선인 참정권 운동
그는 한일 합방 직후부터 조선인에게도 참정권을 줄 것을 조선총독부와 일본 제국 정부에 여러번 탄원하였다. 민원식은 1920년 1월 18일에 국민협회(國民協會)를 결성하고 신일본주의를 제창하면서 조선의회 설치를 주장하였다. 국민협회 명의로 2월 5일에 100여 명이 서명한 중의원 선거법 시행을 요구하는 청원서를 일본 중의원 의장에게 올렸다. 그는 일본이 다민족으로 구성된 대제국이 되려면 식민지, 내지를 차별하지 말고 식민지 백성들에게도 의회 의원을 선출할 투표권, 참정권을 부여할 것을 여러번 요청하였다.
1919년 11월과 12월 그는 일본을 방문하여 중의원 의원들과 지식인들을 상대로 조선인에게 참정권과 투표권 부여의 당위성을 설득하였다. 조선인에게 어떠한 권리, 권한도 주지 않고 계속 차별한다면 조선인들의 반발은 극심해질 것이라는 것이 그의 견해였다. 일본의 군국주의자들은 그의 견해를 터무늬없는 주장이라 일축했으나, 일부 지식인들은 그의 견해에 적극 공감하고 그의 여비와 호텔 숙박료를 대신 내주기도 했다. 1920년 6월에도 그는 600여 명이 연서한 청원서를 일본 귀족원·중의원 양원에 제출하였다. 1921년 2월에는 3,000여 명이 연서한 청원서를 갖고 제43회 일본의회에 제출하려고 일본에 건너갔다.
그는 합법적인 테두리 안에서 일본 정부로부터 참정권과 자치권을 얻어낼 것을 호소했다. 민원식에 따르면 청원 운동 은 두가지 정치적 요구를 중심으로 이뤄지는 것이 바람직 했다. 지방 행정 제도를 일본 본국과 동일하게 할 것, 조선인에게 일본 국회에 대한 참정권을 부여할 것이 그 것이었다. 민원식은 이것이 곧 3·1 운동을 진압할 수 있는 적절한 방책 이라고 보고 있었다. 그리고 조선인도 노력하면 일본 제국의 국회의원이 될 수 있고, 조선 총독은 물론이고 일본 정부의 장관과 총리가 될 수 있는 기회를 줄 것을 촉구했다.

### 참정권, 자치권과 근본의
그는 식민지 백성에게도 참정권을 허용하는 것은 당연한 현상이라고 봤다. 무조건 식민지 백성들의 반란, 반발만을 의심하지 말고 그러한 자들에 한해서 처벌할 것을 요구했다. 민원식에 의하면 모든 조선인이 일본을 혐오하는 것은 아니며, 대부분 대세에 따라 순응하게 되어 있다고 주장했다.
1920년 2월에 제출한 참정권 청원에서 그는 일본의 조선 지배가 불안정해진 이유를 조선인에게 참정권을 주지 않은 데서 찾았다. 일본 정부가 조선인을 국민으로 인정하지 않는 것이 문제라는 것이다. 즉 조선인이 한일 병합으로 일본 제국의 국민이 되었는데도 일본은 조선인에게 헌법상의 가장 중요한 국민의 권리인 참정권을 부여하지 않았고, 그 때문에 조선인은 일본 국민이라는 자각을 갖지 못해 국가 관념이 결핍되었다고 보았다. 또, 그는 조선총독부가 조선인과 일본인 사이에 싸움, 분쟁이 발생하면 일본인을 배려하는 것 역시 조선인이 반일 감정을 갖게 만드는 원인이라고 지적했다. 따라서 조선인에게 참정권을 부여하는 것이야말로 조선인에게 일본 국민이라는 자각을 환기시키고 흩어진 민심을 바로잡기 위한 근본 대책이며, 이는 일본이 조선을 지배하는 대본(大本)으로서 조선인 동화의 근본의라고 주장했다.
그의 조선인 참정권 운동은 점차 조선인 지식인들 일각에서 호응을 얻기 시작하였다. 민원식이 설립한 국민협회는 그의 사후에도 매년 그의 기일과 매월 조선총독부와 일본 정부를 향해 조선인 정치 참여를 요청하였다. 1925년에 일본 정부에서 거절 의사를 보였으나 국민협회의 청원서와 편지는 계속 접수하였다. 중일 전쟁과 태평양 전쟁에 조선인 자원 입대가 증가하면서 조선인 참정권론은 급격히 확산되었다. 한때 국민협회가 1938년 '시국을 감안하여 이것(건백서)의 송부와 도쿄에서의 진정 운동을 중지하고 연맹에 가맹해서 오로지 시국에 대한 활동을 하기로 했다.'며 한때 자제할 것을 요청하기도 했다. 청원도 '다수 유지 에게 동의 도장을 구하는 등의 대대적인 활동은 그만두고, 일본인·조선인 도회 의원 등에 의한 비교적 소수의 청원으로 변했다. 소수의 일본인, 조선인 도회 의원 등의 청원서는 1945년까지 개인 명의로 계속 조선총독부와 일본 정부로 발송되었다.
그는 주민 자치권을 건의했고, 정부 시책을 거스르지 않는다면 정부는 주민의 행정 참여를 독려할 필요성이 있다, 국민이 정치, 행정, 사법 등에 적극 참여하여 각자 의견을 개진해야 된다, 반역이나 정부전복 외에는 허용해야 된다고 역설했다. 그의 자치론은 일부 수용되었는데 1910년 10월 2일 조선총독부 내무국에서 설치한 부군면협의회나 도 평의회는 1920년 7월부터 주민의 선거로 의회 의원을 선출하는 직선제로 전환되었다.

#### 3.1 운동의 일부 견해론
1919년 3.1 운동이 진행되는 가운데, 민원식은 3.1 만세 운동이 조선인 전체의 의견을 대변하는 것이 아니라고 주장하였다. 그는 조선총독부와 조선군 사령부에 서한을 보내 3.1 만세 운동이 전 조선인의 일치단결된 뜻도 아니고, 다수의 의견도 아니라면서 조선인에 대한 탄압을 중단할 것, 주동자와 적극 가담자에 한해서만 처벌할 것을 탄원하였다. 민원식은 3.1 운동이 전 조선인을 대표할 수 없다는 것도 알아줄 것을 지적했다.
민원식은 3.1 운동이 일어나자 매일신보와 경성일보에 소요의 원인과 광구 예안이라는 글을 발표하고, 오사카 아사히 신문에는 비슷한 주제를 다룬 조선소요에 관해서 라는 제목의 글을 발표했다. 그는 일부 조선인의 견해라는 것을 강조했다. 이 글에서 민원식은 3.1 운동은 조선인의 민족적 운동이 아니며, 기독교와 천도교 신도가 민족자결의 신어(新語)를 오해한 데서 발생한 망동일 뿐이라고 주장했다.

### 성매매 허용론
1906년(광무 9년) 그는 성매매가 어쩔수 없는 현상임을 인정하고, 도덕적으로는 더러운 것이지만 필요한 것이니 인정하자고 주장하였다. 민원식에 의하면 성매매를 허용함으로 인해서 유부녀나 처녀를 겁간하는 일을 해소할 수 있다고 봤다. 그는 성매매를 필요악으로 규정하였다.
대한제국 시절 창기와 밀매음녀(비밀리에 성매매하는 여성)의 발호는 시정의 폐풍을 조정할 뿐더러 매독과 같은 화류병의 창궐을 불러와 민원의 소지가 되었다. 당국에서는 정기적으로 창기들을 단속하여 매독검사를 실시하고 그들을 성외로 축출하거나, 상화당(賞花堂)이란 집단 거주지를 만들어 반(半)공식적인 유곽을 형성케 했으나 문제의 근본적 해결책은 될 수 없었다. 그래서 민원식은 성매매를 허용할 것을 주장하기도 했다.
민원식은 "매춘부는 도덕상에 해물(害物)인데 사회위생상 필요물"이라는 관점에서 매춘업을 공식적으로 허락하고 매춘부를 철저히 관리하여 사회적으로 격리하며 철저한 신체검사로서 화류병의 전염을 막아야 된다는 해결책을 제시했다. 그는 식자라는 자들이 점잖은 척 위선을 부리면서 이러한 문제는 도외시한다며 지식층의 위선을 꼬집기도 했다.
매춘업의 공식화를 주장한 민원식은 "우(又) 근경(近頃) 일본인이 주가, 음식매점 등국내 도처에 개업치 않음이 무하니 차등(此等)의 가(家)에는 개수인(皆數人)의 묘년(妙年) 여자를 유(有)하고 (... 중략 ...) 차등의 부녀 중에 공(恐)한 병독을 유(有)한자 유하여 아국인으로써 기(其) 해를 몽(蒙)하는 자 역(亦)히다하니 여(余)는 절(切)히 일본 당국자에 취체 엄히 할 사(事)를 망(望)함"이라고 하였다. 당시 한국 매춘 문제의 해결이 일본인 창녀들의 존재와 긴밀히 관련되어 있음을 밝히고 있다.

## 논란

### 독립운동자 논란
친일파라는 비판이 있었지만 민원식의 참정권, 자치권 운동을 일종의 조선 독립운동의 하나로 보는 견해도 있었다. 만주, 러시아에서 독립운동에 참여했고 상해 임시정부 교통총장 직무대행에도 내정되었던 백추 김규면은 비망록에서 민원식을 독립운동자로 봤고, 그의 단체를 독립운동단체로 봤다. 김규면은 그의 활동을 '어리석고 비루한 운동'들의 하나로 지목했지만, 그의 활동을 독립운동의 하나로 해석하였다.

### 불확실한 유년기 관련

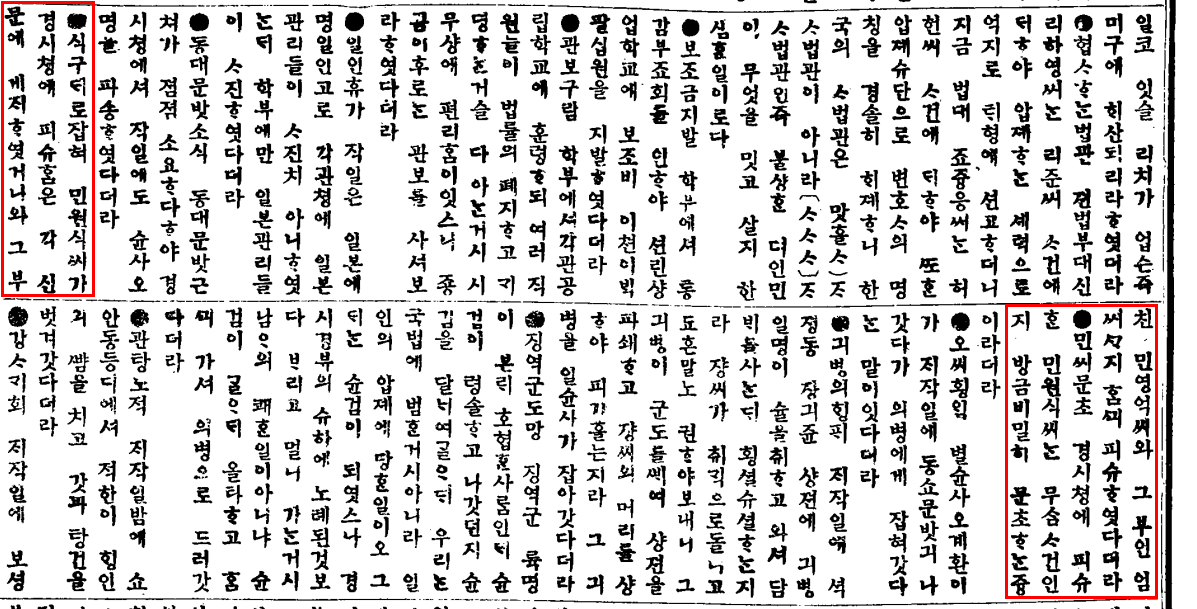
대한매일신보 1908년 1월 31일자, 2면

민원식은 자신이 일찍 고아가 되었다고 주장했다. 그러나 그의 양부, 친부가 모두 1910년대까지도 생존해 있었다.
대한매일신보 1908년 1월 31일자 기사 2면, 잡보외방통신면에는 "식구대로 잡혀 - 민원식씨가 경시청에 피슈함은 각 신문에 게제하였거니와 그 부친 민영억씨와 그 부인 엄씨까지 함께 피슈하였다더라", "민씨문초 - 경시청에 피슈한 민원식씨는 무삼 사건인지 방금 비밀히 문초하는 중이라더라" 하는 기사가 실렸다.

### 민족개량주의에 영향
그의 참정권 주장 운동이 1920년대부터 나타난 민족개량주의 운동의 확산에 어느 정도 영향을 미쳤다는 시각도 있다. 그에 의하면 '민원식 등의 참정권 운동은 민원식의 피살로 일단락되었지만, 이는 1921년 말 1922년 초 워싱턴 회의의 결과로 인한 일부 부르주아지와 일부 지식인들의 좌절은 민족 개량주의적 활동을 본격화하는 데 하나의 계기가 되었다.'는 것이다.

## 가족 관계
부인 엄채덕은 종종 서양식으로 이름을 써서 민채덕이라 하기도 하였다.
- 친 아버지 : 민영준(閔泳駿)
- 친 어머니 : 전주이씨 
  - 형 : 민윤식(閔允植[67])
    - 조카 : 민병국(閔丙國)
- 양 할아버지 : 민동호(閔東鎬)
- 양 아버지 : 민영우(閔泳宇, ? ~ 1918년 5월 21일[77], 본명은 민영억(閔泳億 또는 閔泳憶)[78])
  - 양 동생 : 민도식(閔道植)
    - 조카 : 민병덕(閔丙德)
- 부인 : 이름 미상
  - 딸 : 민춘자(閔春子, 1903년 ~ ?)
- 부인 : 엄채덕(嚴彩德, 1886년 ~ ?)
  - 양자 : 민병성(閔丙星, 1915년 ~ ?)
- 처증조부 : 엄재우(嚴載祐)
- 양 처조부 : 엄진삼(嚴鎭三, 1812년 10월 9일 ~ 1879년 7월 28일)
- 양 처조모 : 밀양박씨(1824년 ~ 1895년)
  - 처고모 : 순헌황귀비 엄씨(純獻皇貴妃 嚴氏, 1854년 11월 - 1911년 7월 20일)
- 친 처조부 : 엄진일(嚴鎭一)
- 친 처조모 : 양천 허씨
- 장인 : 엄준원(嚴俊源, 1855년 음력 3월 26일 ~ 1938년 양력 2월 13일)
  - 처형 : 영월 엄씨
  - 동서 : 박기홍(朴基洪), 대한제국 때 주사 역임
  - 처남 : 엄주명(嚴柱明, 1896년 11월 19일 ~ 1976년 2월 6일[79])
  - 처남댁 : 인동 장씨
    - 처조카 : 엄영섭(嚴英燮)
    - 처조카 : 엄종섭(嚴宗燮)
    - 처조카 : 엄항섭(嚴恒燮)
    - 처조카 : 엄정섭(嚴貞燮, 1920년 ~ 1995년 2월 21일, 교육자, 진명학원 이사장)

## 평가
독립운동가이자 정치인 양근환은 그를 "독립운동을 해야 하는 이 때에 참정권 운동을 벌이는 것은 매국노짓"이라 평하였다. 독립운동가 겸 사학자 단재 신채호는 그의 주장을 광론이라 했다. 신채호는 조선혁명선언에서 "3.1운동 이후에 강도 일본이 또우리의 독립운동을 완화시키려고 송병준 민원식 등 열두 매국노를 시키어 이따위 광론을 부름이니, 이에 부화하는 자는 맹인이 아니면 어찌 간적(奸賊)이 아니냐"라고 비판하였다.
독립운동가 김규면은 그의 행동을 "어리석고 비루한 행동들의 하나"로 규정하면서도 그의 활동을 일종의 독립운동으로 보기도 했다. 김규면은 "조선독립운동단체들의 정치적 경향이 여러 가지 이었다"고 하여 독립운동의 하나로 봤던 것이다.
윤치호는 그에게 공감하지도 않지만, 큰 죄를 지은 것은 아니라고 평하였다. 윤치호는 "민원식을 한 인간으로서 높이 평가하지도 않고, 그의 정치 노선에 공감하지도 않는다. 하지만 그가 죽어야 할 만큼 큰 잘못을 저질렀다고는 생각하지 않는다. 그의 생각은 조선이 독립을 팔아넘기자는 게 아니라, 현 상황에서 최상의 이익을 얻자는 것이었을 뿐이다."고 하였다. 윤치호는 그를 암살한 양근환과 양근환을 영웅시하는 시각을 비판하였다. "설령 그의 의견에 동의하지 않는다 하더라도 거기서 끝나야지, 의견이 다르다는 이유로 사람을 죽이는 건 부질없는 짓이다. 조선의 역사, 특히 지난 500년 간의 역사가 당파간의 상호 살육이라는 치욕스러운 기록의 연속이었다는 점이 서글프기만 하다. '우리와 의견을 달리하는 자는 제거하라!' 이것이 조선 정치가들의 좌우명이었다. 오늘날 조선 청년들이 정치 선배들의 악습을 고스란히 답습하고 있다."고 지적했다.
백남운은 1927년에 쓴 "조선 자치운동에 대한 사회학적 고찰"에서 민원식의 자치론, 이광수의 민족적 경륜을 차례로 비판한 글이었다.

## 기타
한편 그의 참정권 청원운동이 일본인 또는 조선총독부측의 사주를 받았다는 견해가 있다. 당시 '총독부 경무국장 마루야마(丸山 鶴吉)의 조종 아래 참정권 청원운동을 전개했다'는 의혹도 있다.
그의 암살 사건은 속칭 "M사건"으로도 불린다. 민원식을 살해한 양근환의 체포 소식을 들은 윤치호의 1921년 2월의 일기에는 이런 구절도 있다. "젊은 사람이 하찮은데 자기 목숨을 내놓다니 정말 유감스럽다. 암살 따위를 통해 조선 독립을 쟁취한다는 건 불가능한 일이다." 윤치호는 민원식을 암살한 양근환에게도 동정하였다.
3.1 운동을 반대하는 가장 체계적인 논설을 발표 한 친일관료는 아마도 고양 군수 민원식(閏元植)일 것이다. 이완용 백작이 귀족계의 대표자였다고 한다면 그는 관료계의 선봉장이었다. 라는 평도 있다.

## 같이 보기
| - 참정권 - 자치권 - 제국실업회 - 시사신문 - 대동신문 - 교풍회 - 정우회 - 국민협회 - 이규완 - 이광수 - 안창호 - 윤필오 - 박중양 | - 국민협회 - 김명준 - 김갑순 - 김규식 - 이준용 - 정병조 - 이병학 - 이상재 - 이승만 - 유길준 - 박봉주 - 신석우 - 최남선 | - 실력 양성론 - 안창호 - 윤치호 - 김성수 - 송진우 - 안재홍 - 조만식 - 한영원 |

## 참고자료
- 친일반민족행위진상규명위원회 (2007년 12월). 〈민원식〉 (PDF). 《2007년도 조사보고서 II - 친일반민족행위결정이유서》. 서울. 1782~1806쪽쪽. 발간등록번호 11-1560010-0000002-10. [깨진 링크(과거 내용 찾기)]
- 반민족문제연구소 (1993년 3월 1일). 〈민원식: 참정권 청원운동의 주동자 (조재곤)〉. 《친일파 99인 2》. 서울: 돌베개. ISBN 978-89-7199-012-4.
- 최준, 《한국신문사》 (일조각, 1960)
- 강동진, 《일제의 한국 침략 정책사》 (한길사, 1980) 160~161쪽
- 양근환 : 독립유공자 공훈록 - 국가보훈처
- 박환, 《재소한인민족운동사:한국사 연구총서 1》(국학자료원, 1998) 234페이지
- 박환, 《재소한인민족운동사:한국사 연구총서 1》(국학자료원, 1998) 265페이지
- 한국민족운동사학회, 《한국민족운동사연구 제67집》 (국학자료원, 2011)

## 관련 서적
- 호사카 유우지, 《일본 제국주의의 민족동화정책 분석:신일본학연구총서 2》 (제이앤씨, 2003)
- 반민족문제연구소, 《친일파 99인: 분야별 주요 인물 의 친일 이력서 - 2권》 (반민족문제연구소, 1993)
- 역사비평사, 《역사와현실, 69호》 (역사비평사, 2008)
- 최준, 《한국신문사》 (일조각, 1960)
- 마츠다 도시히코 지음, 《일제시기 참정권 문제와 조선인》(김인덕 역, 국학자료원, 2004)
- 한국역사연구회, 《우리는 지난 100년 동안 어떻게 살았을까》 (역사비평사, 1998)
- 정진석, 《인물한국언론사: 한국언론을 움직인 사람들》 (나남출판, 1995)